# Acrònim
Un acrònim (del grec άκρος, 'punt més alt', i όνομα, 'nom') és una abreviació formada per lletres o segments de paraules que componen una frase, per exemple, la paraula informàtica (està formada a partir d'informació i d'automàtica). També s'anomenen acrònims les sigles pronunciables com un mot ordinari, per exemple TERMCAT, UNESCO, ERASMUS, etc.
Una sigla és una abreviació formada per la unió de les inicials de totes o la majoria de paraules que formen una unitat lèxica composta. Alguns exemples en són IPC (índex de preus de consum), CCMA (Corporació Catalana de Mitjans Audiovisuals), etc.
Els acrònims poden escriure's en majúscules o minúscules, però sempre sense punts ni barres entre els seus components. És freqüent que els acrònims acabin perdent la seva condició i esdevinguin paraules d'ús corrent, habitualment substantius. És el cas, per exemple, d'informàtica, làser, mòdem o radar.
No són acrònims sinó símbols els codis de noms d'aeroports de la IATA i ICAO, perquè representen els noms d'una paraula mitjançant la lletra inicial de cada síl·laba (ALC, Alacant), la inicial d'una part de les síl·labes (VLC, València; BCN, Barcelona); i els noms de més d'una paraula amb algunes de les lletres, sense cap criteri fix i fins i tot afegint-hi alguna lletra que no es troba al nom (PMI, Palma; PGF, Perpinyà).

## Acronímia en la llengua catalana

### Pronunciació
Les sigles habitualment es llegeixen de lletra en lletra, però en alguns casos es poden llegir com un mot ordinari i, per tant, es poden considerar acrònims. Si es llegeixen de lletra en lletra, la darrera és la que porta l'accent. Quan es llegeixen com un mot ordinari, poden lexicalitzar-se i escriure's en minúscules (la sida), prendre flexió de nombre i accentuar-se (els elapés).

### Escriptura
En català, les sigles normalment s'escriuen sempre en majúscules, sense punt ni espai intern entre les lletres que les componen, sense accents i en lletra rodona. Hi ha, però, algunes sigles que inclouen minúscules (ZfK, Zeitschrift für Katalanistik; UdG, Universitat de Girona; CiU, Convergència i Unió).
Si una sigla es llegeix com un mot ordinari i es troba precedida d'article o de la preposició de, s'efectua l'apostrofació quan la primera lletra comença per vocal, d'acord amb les regles generals d'apostrofació de les paraules, encara que, segons aquestes, no s'apostrofa davant una lletra sola.
No s'apostrofa l'article femení davant una essa líquida (la SCG). Si el nom abreujat és en plural, això no s'expressa ni amb una essa al final ni duplicant les lletres, amb alguna excepció, per tradició o per voluntat de l'entitat que ha format la sigla (CCOO, Comissions Obreres). El plural pot ser indicat per la forma de l'article (les AV: les associacions de veïns, tot i que també s'acostuma a emprar de forma errònia AAVV).

### L'article davant les sigles
Quan una sigla ha d'anar precedida d'un article, aquest ha de concordar en gènere i nombre amb la primera paraula del nom català sense abreujar.

## Tabú i acronímia
Hi ha casos d'ocultació d'una expressió tabú mitjançant l'acronímia: NPI ('ni puta idea'), pronunciant els noms de les lletres. En anglès, les paraules tabú solen tenir una etimologia popular: fuck es fa venir de for unlawful carnal knowdlege. L'empresa fabricant de roba French Connection al principi emprà FCUK per a referir-se a si mateixa, s'entenia que amb el valor de French Connection United Kingdom (FCUK). Aleshores dissenyà samarretes i campanyes publicitàries que jugaven amb la semblança de l'acrònim amb el mot tabú fuck. Altres empreses han fet el mateix amb FUCT o FUKT (fucked).

## Història
L'expansió de l'ús dels acrònims, sigles i contraccions és un fenomen relativament modern, que es feu cada cop més palès a partir de la segona meitat del segle xx. Els acrònims es difongueren primer com a abreviatura dels noms d'institucions (per exemple, els departaments del govern dels Estats Units creats per Franklin D. Roosevelt durant la New Deal, 'Nou acord'). A mesura que augmentaren els avenços científics i tecnològics i es feu més i més complexa la terminologia, l'abreviació dels termes esdevingué cada cop més útil.
Els primers cristians empraven la figura d'un peix com a símbol de Jesús com a representació de l'acrònim grec ΙΧΘΥΣ (ichthys, 'peix'), en substitució de Ιησους Χριστος Θεου Υιος Σωτηρ (Iesous CHristos THeou (h) Uios Soter: 'Jesús Crist, Fill de Déu, Salvador').
Durant segles, l'Església ha emprat la inscripció INRI dalt de la creu, amb el valor del llatí Iesus Nazarenus Rex Iudaeorum ('Jesús el Natzarè, rei dels jueus'). Procedeix de la narració de la crucifixió de Jesús dels quatre evangelistes, segons la qual el text també es posà en grec i hebreu. Algunes esglésies ortodoxes empren les sigles INBI del text grec de la inscripció a la creu, Ἰησοῦς ὁ Ναζωραῖος ὁ Bασιλεὺς τῶν Ἰουδαίων. Alguns han canviat el text per ὁ Bασιλεὺς τοῦ κόσμου ('El Rei del Món'). En hebreu, la frase és ישוע הנצרת מלך היהודים (Yeshu'a HaNatserat Melech HaYehudim/ AFI: [\jeʃu'ə\ \hɑ\ \nɑʦeratʰ\ \meleχ\ \hɑ\ \jehuðiːm]), però pot ser que el títol estigués escrit en arameu, i no en hebreu.
Les sigles també s'empraren a Roma des d'abans de l'era cristiana. Per exemple, el nom oficial de l'Imperi Romà, i primer de la república, s'abreujava en SPQR (Senatus Populusque Romanus, 'el senat i el poble de Roma').
L'etimologia del mateix mot alfabet ve de llatí tardà alphabetum, que al seu torn procedeix del grec antic alphabetos, d'alfa i beta, les dues primeres lletres de l'alfabet grec. Correspon als mots populars abecedari (acrònim dels noms de les tres primeres lletres de l'alfabet llatí: A, B, C) i beceroles, contracció d'abeceroles.